# Jan Czyżowski

Herb Czyżowskich

Jan Czyżowski herbu Półkozic (ur. 1373, zm. między 19 a 25 maja 1458) – przedstawiciel możnego rodu rycerskiego. Wojewoda sandomierski i krakowski.

## Rodzina
Ojciec jego Michał z Bogumiłowic i Chmielowa Czyżowski, założyciel miasta Działoszyce zmarł w 1432 w wieku 102 lat, przez wiele lat pełnił urząd kasztelana sandomierskiego i lubelskiego. Związany z Krakowem będąc tam sędzią ziemskim krakowskim.
Jan z Czyżowa był dwukrotnie żonaty. Pierwszą żonę Jadwigę, córkę Jana Głowacza z Leżenicy poślubił przed 1430 rokiem. Druga żona Barbara ze Sprowy Odrowążowa urodziła syna Jana (zm. 1475 w Kole) i córkę Agnieszkę.
Był m.in. właścicielem miasta Działoszyce, które po nim odziedziczyła jego żona Barbara.

## Pełnione urzędy
Starosta sandomierski w latach 1431–1439, kasztelan sandomierski w latach 1433–1435, wojewoda sandomierski w latach 1435–1437. Następnie sięgnął po najbardziej prestiżowe urzędy: starosta krakowski, wojewoda krakowski w latach 1437–1438, a następnie kasztelan krakowski 1438–1458, namiestnik królewski w Małopolsce i na Rusi z ramienia Władysława Warneńczyka po jego wyjeździe na Węgry oraz w okresie bezkrólewia (1440–1447). W czasie pobytu króla na Węgrzech w 1448 roku odebrał hołd od hospodara wołoskiego Petryłły. Trzy lata później dowodził zbrojną wyprawą przeciw zbuntowanemu Bohdanowi, hospodarowi wołoskiemu usuwając go z tronu. Na jego miejsce osadził Piotra, syna Eliasza, przychylnego Polsce. Po objęciu tronu przez Kazimierza Jagiellończyka był jednym z zaufanych króla.
Doprowadził do małżeństwa króla Kazimierza Jagiellończyka z Elżbietą Rakuszanką. Reprezentował on stanowisko królewskie w trudnych rokowaniach z zakonem krzyżackim w Łasinie na początku wojny trzynastoletniej (1455). Król wyjeżdżając na Litwę 1456 roku powierzył Janowi obronę ziemi krakowskiej.
Mąż stanu wielkiego znaczenia i energii w działaniu. Jako stronnik kardynała Oleśnickiego, popierał jego działania.
W 1458 musiał ustąpić z kasztelanii krakowskiej. Rok później zmarł. Jego jedyna córka Agnieszka Ligęza Czyżowska, która wyszła za Jana Zaklikę z Międzygórza. Ich potomkowie będą się pisać nazwiskiem jej ojca „Zaklika Czyżowski” lub „Zaklika z Czyżowa”.
31 grudnia 1435 roku podpisał akt pokoju w Brześciu Kujawskim.